# Неаполи (дем Агринио)
Вижте пояснителната страница за други значения на Неаполи.
Неаполи (на гръцки: Νεάπολη) със старо име до 1940 г. Русейка (на гръцки: Ρουσέϊκα) е голямо равнинно село в дем Агринио, Гърция, намиращо се югоизточно от язовир „Стратос“ в равнината на Агринио.
Жителите му се занимават предимно със земеделие (отглеждане на тютюн, царевица, цитрусови култури, маслини, аспержи) и животновъдство.